# 苅部俊二
苅部 俊二（かるべ しゅんじ、1969年5月8日 - ）は、日本の元陸上競技選手で体育学者。法政大学スポーツ健康学部 教授。横浜市南区出身。横浜市立南高等学校から法政大学経済学部に進学したのち富士通に所属。その後筑波大学大学院→早稲田大学大学院博士課程修了。日本陸連短距離部長。
1990年代を代表する陸上競技者として活躍。世界室内陸上競技選手権大会400mで銅メダルを獲得するなどの活躍を見せた。元400mハードル日本記録保持者。

## 経歴
- 1989年、デュースブルクユニバーシアード出場。
- 1991年、シェフィールドユニバーシアード、東京世界選手権出場。
- 1993年、上海東アジア大会、シュトゥットガルト世界選手権出場。
- 1994年、広島アジア大会出場。400mハードルで金メダル獲得。
- 1995年、イエーテボリ世界選手権出場。
- 1996年、アトランタオリンピック出場。マイルリレー1走で5位入賞。
- 1997年、パリ世界室内選手権、釜山東アジア大会、アテネ世界選手権出場。パリ世界室内選手権の400mで銅メダル獲得、マイルリレー1走で6位入賞。
- 1998年、福岡アジア選手権、バンコクアジア大会出場。両大会のマイルリレーで金メダル獲得。
- 1999年、前橋世界室内選手権、セビリア世界選手権出場。前橋世界室内選手権のマイルリレー4走で5位入賞。
- 2000年、シドニーオリンピック出場。
- 2001年、法政大学専任講師就任。

現在は、法政大学スポーツ健康学部教授、同陸上競技部監督を務めている。また、TBSなどで解説者も務める。

## エピソード
- 大学卒業後は富士通に就職。現役時代から理論派として鳴らし、現役の晩年には指導者への転身を見据えて、学業に専念するためにも契約社員となり筑波大学大学院に学び、コーチング学を修めた。
- 『月刊陸上競技』誌上で「苅部俊二の言いたい放題」というエッセイを連載していたこともある。
- 早くからホームページを運営するなど、陸上界の情報公開に積極的に参画。ネット上では「かる」の名称を用いる。また、前述の「言いたい放題」の中で、マハーポーシャでのジャンク品の購入をカミングアウトした。
- テレビレポーターとしても活動を行っており、TBSなどで活躍している。2001年のエドモントン世界選手権では、東海大学陸上競技部OBの高橋照英（芸名・照英）とともにサブトラックのリポーターを務めた。2002年のプサンアジア大会でもTBSの解説者として登場している。
- 横浜市立南高等学校時代、全国選抜合宿で、深夜に走り高跳びの吉田孝久（のちにミズノ）とともにホテルを脱走し、お好み焼きを食べに行ったことがあるという。
- 1次コール廃止論者として知られている。1990年代中ごろから、一貫して廃止を主張してきた。しかし、現在でも1次コールは残されている。
- 伊東浩司とは同期で、のちに富士通でチームメイトになった。沖縄が好きで現役時代はよく合宿していた。

## ベスト記録
| 種目         | 記録      | 年月日        | 場所       | 備考                                                             |
| 屋外         | 屋外      | 屋外          | 屋外       | 屋外                                                             |
| ------------ | --------- | ------------- | ---------- | ---------------------------------------------------------------- |
| 400m         | 45秒57    | 1997年9月6日  | 東京       |                                                                  |
| 800m         | 1分48秒04 | 1995年2月26日 |            |                                                                  |
| 400mハードル | 48秒34    | 1997年10月5日 | 東京       | 日本歴代4位（元日本記録）                                        |
| 4x400mリレー | 3分00秒76 | 1996年8月3日  | アトランタ | 元アジア記録、日本記録（苅部俊二、伊東浩司、小坂田淳、大森盛一） |
| 室内         |           |               |            |                                                                  |
| 400m         | 45秒76    | 1997年3月9日  | パリ       | 室内日本記録（元室内アジア記録）                                 |
| 4x400mリレー | 3分05秒90 | 1999年3月6日  | 前橋       | アジア記録（高橋和裕、小坂田淳、簡優好、苅部俊二）               |

## 主要大会成績
| 年   | 大会                      | 場所               | 種目    | 結果   | 記録            | 備考 |
| ---- | ------------------------- | ------------------ | ------- | ------ | --------------- | --- |
| 1989 | ユニバーシアード (en)     | デュースブルク     | 400mH   | 準決勝 | DNF             | |
| 1991 | ユニバーシアード (en)     | シェフィールド     | 400m    | 5位    | 46秒49          | |
| 1991 | ユニバーシアード (en)     | シェフィールド     | 4x400mR | 4位    | 3分07秒82       | 1走 (1走) |
| 1991 | 世界選手権                | 東京               | 400mH   | 準決勝 | 49秒94          | |
| 1993 | 世界選手権                | シュトゥットガルト | 400mH   | 準決勝 | 49秒31          | |
| 1993 | 世界選手権                | シュトゥットガルト | 4x400mR | 予選   | 3分02秒43 (2走) | ラップ45秒1 |
| 1994 | アジア大会                | 広島               | 400mH   | 優勝   | 49秒13          | |
| 1994 | アジア大会                | 広島               | 4x400mR | 4位    | 3分10秒91 (4走) | |
| 1995 | 世界選手権                | イエーテボリ       | 400mH   | 準決勝 | DQ              | |
| 1995 | 世界選手権                | イエーテボリ       | 4x400mR | 予選   | 3分01秒46 (1走) | ラップ45秒4 |
| 1996 | オリンピック              | アトランタ         | 400mH   | 予選   | 48秒96          | |
| 1996 | オリンピック              | アトランタ         | 4x400mR | 5位    | 3分00秒76 (1走) | アジア記録 ラップ45秒88） |
| 1997 | 世界室内選手権            | パリ               | 400m    | 3位    | 45秒76          | 当時室内アジア記録 世界室内選手権の個人種目で日本人初のメダリスト 屋外と室内の世界選手権を通じ、短距離種目で日本人初のメダリスト |
| 1997 | 世界室内選手権            | パリ               | 4x400mR | 6位    | 3分20秒18 (1走) | ラップ47秒61 |
| 1997 | 世界選手権                | アテネ             | 400mH   | 準決勝 | 48秒81          | |
| 1997 | 世界選手権                | アテネ             | 4x400mR | 予選   | 3分03秒85 (1走) | ラップ45秒5 |
| 1997 | グランプリファイナル (en) | 福岡               | 400mH   | 7位    | 49秒02          | |
| 1998 | アジア選手権 (en)         | 福岡               | 400m    | 6位    | 46秒22          | |
| 1998 | アジア選手権 (en)         | 福岡               | 4x400mR | 優勝   | 3分02秒61 (3走) | |
| 1998 | アジア大会                | バンコク           | 4x400mR | 優勝   | 3分01秒70 (4走) | |
| 1999 | 世界室内選手権            | 前橋               | 4x400mR | 5位    | 3分06秒22 (4走) | ラップ46秒11 予選3分05秒90：室内アジア記録                                                                                       |
| 1999 | 世界選手権                | セビリア           | 400mH   | 予選   | 49秒52          | |
| 2000 | オリンピック              | シドニー           | 4x400mR | 準決勝 | 3分13秒63       | |

## 著作
- 『記録が伸びる!陸上スプリント上達のポイント50 (コツがわかる本)』（苅部俊二（監修）、メイツ出版、2009/8、ISBN 978-4780406740）
- 『苅部俊二「SPRINT PERFECT BIBLE」 VOL.1』（苅部俊二(監修)、ソーケン･ネットワーク、DVD）
- 『苅部俊二「SPRINT PERFECT BIBLE」 VOL.2』（苅部俊二(監修)、ソーケン･ネットワーク、DVD）
- 『苅部俊二「SPRINT PERFECT BIBLE」 VOL.3』（苅部俊二(監修)、ソーケン･ネットワーク、DVD）